# Johann Georg Hörner
Johann Georg Hörner (* 9. Juni 1785 in Seckenheim; † 3. November 1873) war ein deutscher Bürgermeister, Sozialreformer und Revolutionär.

## Leben
Hörner stammte aus einer alteingesessenen, wohlhabenden Bauernfamilie. Schon 1819 war er Mitglied des Seckenheimer Wahlkomitees zur Ermittlung der Wahlberechtigten der Zweiten Kammer in Karlsruhe bestimmt. Von 1832 bis zu seiner Amtsenthebung 1849 wurde er immer wieder von der Gemeinde Seckenheim (seit 1930 Stadtteil von Mannheim) zum Bürgermeister gewählt. Energisch nutzte er gegenüber der Karlsruher Regierung die neuen juristischen Möglichkeiten, die die neue und für damalige Verhältnisse in Deutschland bemerkenswerte Gemeindeordnung in Baden von 1831 aus, um zahlreiche soziale Projekte in der Gemeinde erfolgreich durchzusetzen. Seine Kontakte und freundschaftlichen Beziehungen zu den Mannheimer Rechtsanwälten Friedrich Hecker, Gustav von Struve und Johann Georg Alexander Freiherr von Soiron vertieften sich im Zusammenhang mit der Badischen Revolution von 1848/49.

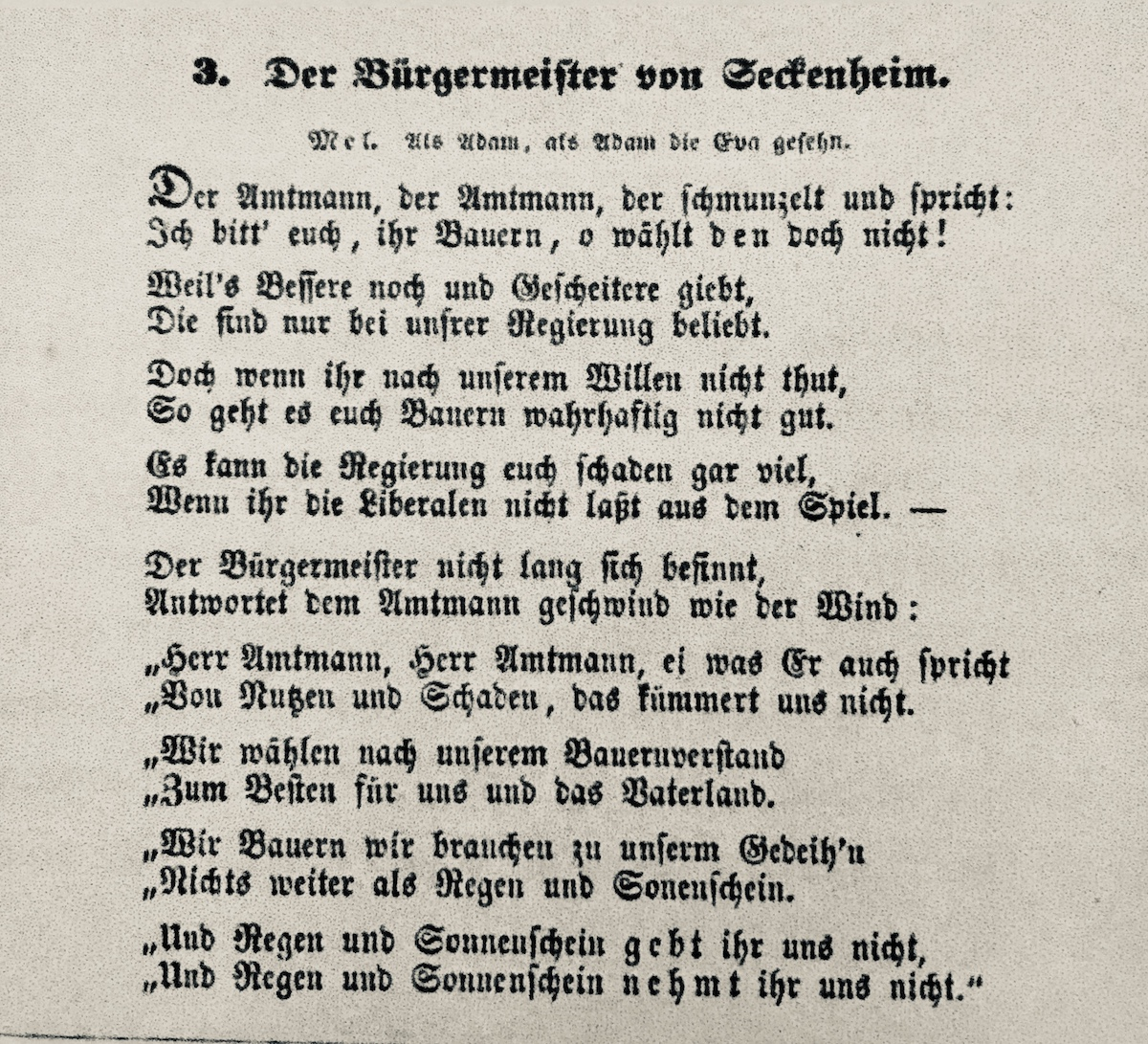
Lied-Gedicht „Der Bürgermeister von Seckenheim“

Hörner war ein eifriger Verfechter des Liberalismus, er war Mitbegründer des Demokratischen Vereins, der eine demokratische Verfassung anstrebte. Sein Einsatz bei Wahlmanipulationen gegen den Kandidaten Johann Adam von Itzstein wurde durch ein Lied-Gedicht Hoffmanns von Fallersleben im Rahmen der „Zehn Zeitlieder“, in dem auch die deutsche Nationalhymne veröffentlicht wurde, gepriesen. Nachdem preußische Truppen der kurzzeitigen demokratischen Regierung in Karlsruhe ein blutiges Ende gesetzt hatten, wurde Bürgermeister Hörner „wegen seines dienstlichen Verhaltens 1849 seines Amtes entsetzt“. Er hatte aus seinem Vermögen eine erhebliche Strafe von 3857 Gulden zu zahlen. Der wieder ins Amt gesetzte Großherzog Leopold ließ sich alle Kosten, die dem Ort im Zusammenhang mit der Revolution entstanden seien, ersetzen.